# Remise (hoorspel)
Remise is een hoorspel van Karl Günther Hufnagel. Remis werd op 22 maart 1964 door de Süddeutscher Rundfunk uitgezonden. Jan Hardenberg vertaalde het en de AVRO zond het uit op donderdag 4 mei 1967. De regisseur was Bert Dijkstra.  Het hoorspel duurde 66 minuten.

## Rolbezetting
- Louis de Bree (de oude man)

## Inhoud
In een monoloog stort een oude man zijn hart uit over zijn eenzaam bestaan. Blind en aan de leunstoel gekluisterd moet hij de rest van zijn dagen zonder vrienden doorbrengen. Hij telt de stappen buiten in het trappenhuis, in zijn gedachten reproduceren zich gespeelde schaakpartijen van de eerste tot de laatste zet. Letters moeten in de plaats van getallen komen, opdat er betekenis zou ontstaan, monologiseert de oude man. Hij speelt de schaakpartijen met zichzelf tot aan de remise…